# Mark Rashid

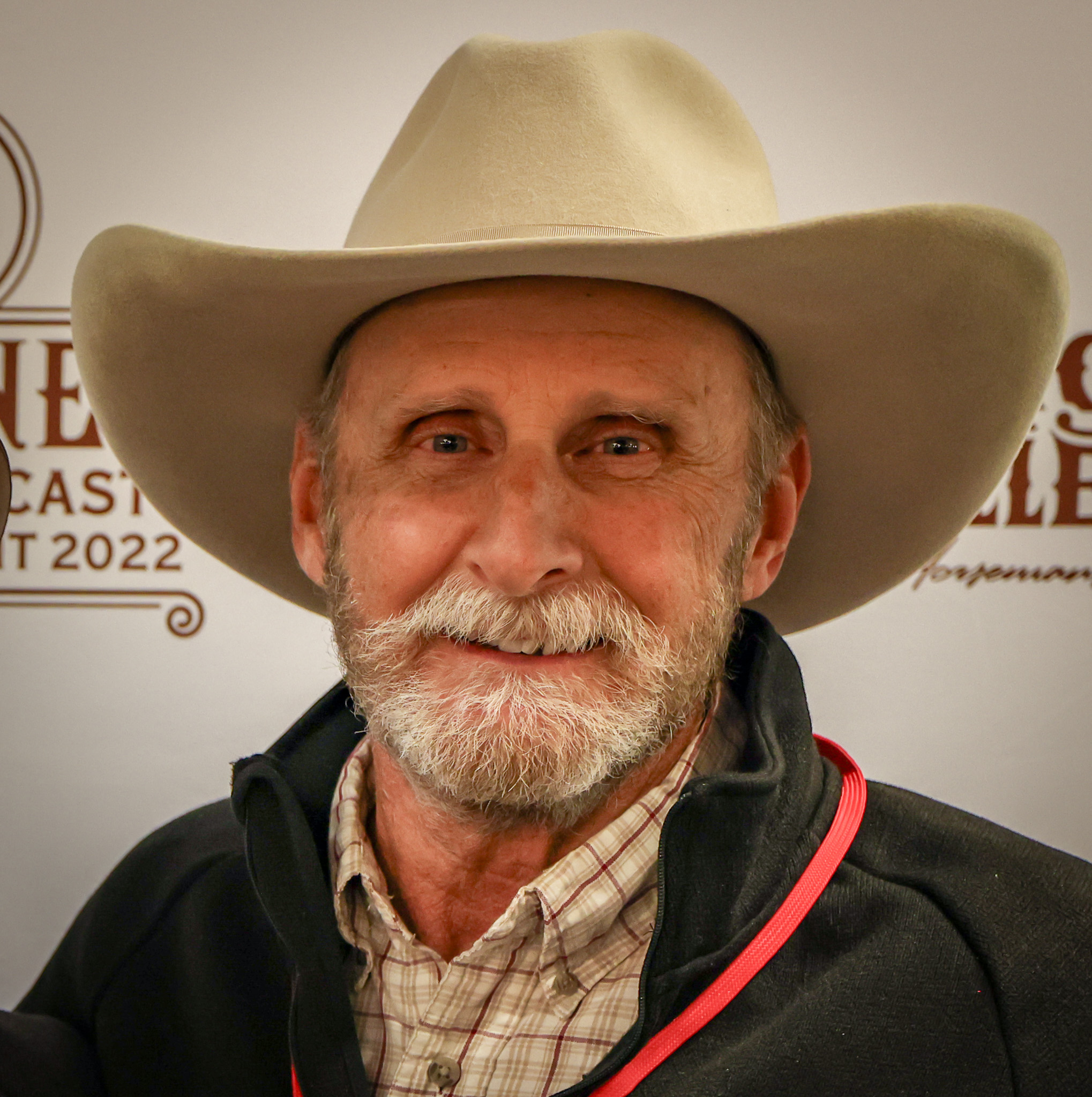
Mark Rashid (2022)

Mark Rashid  (* im 20. Jahrhundert) ist ein US-amerikanischer Pferdetrainer und Autor.

## Leben
Rashid wuchs in Wisconsin auf und verbracht viele Tage auf einer 5 Kilometer von seinem Wohnort entfernten Ranch. Er arbeitet seit 1978 mit Pferden. Mehrere Jahre arbeitete er als Cowboy und Ranchmanager in Estes Park in Colorado. Rashid war auch als Ermittler für Pferdemissbrauch im Bundesstaat Colorado tätig. Er hat zahlreiche Bücher und DVDs veröffentlicht und gibt regelmäßig Kurse, teilweise gemeinsam mit seiner Frau Crissi McDonald mit der er in Estes Park lebt. Sie ist ebenfalls als Pferdetrainerin und Autorin – auch von fiktionaler Literatur – tätig. Rashid lebt in Colorado. Er arbeitet mit Reitern aller Reitstile nach einer in jungen Jahren gelernten und teilweise von ihm selbst entwickelten Methode. Es fließen auch Aspekte der japanischen Kampfkunst Aikido mit in seine Arbeit ein.

## Werke (Auswahl)
- Der auf die Pferde hört. Erfahrungen eines Horseman aus Colorado. Kosmos, Stuttgart 1999, ISBN 3-440-07753-5. (Übersetzt von Andrea und Thomas Ahlers; Originaltitel: Considering the Horse.)
- Denn Pferde lügen nicht. Neue Wege zu einer vertrauten Mensch-Tier-Beziehung. Kosmos, Stuttgart 2002, ISBN 3-440-09357-3. (Originaltitel: Horses Never Lie.)
- Ein gutes Pferd hat niemals die falsche Farbe. Animal-Learn-Verlag, Bernau 2006, ISBN 978-3-936188-27-1. (Übersetzt von Martina Scholz; Originaltitel: A Good Horse is Never a Bad Color.)
- Der von den Pferden lernt. Ein Horseman der zum Schüler seines Pferdes wird. Kosmos, Stuttgart 2007, ISBN 978-3-440-10849-9. (Übersetzt von Sigrid Eicher; Originaltitel: „Life Lessons from a Ranch Horse“.)
- Aus Liebe zu den Pferden. Kosmos, Stuttgart 2024, ISBN 978-3-440-17856-0. (Übersetzt von Sabine Bühlmann; Originaltitel: For the Love of the Horse.)